# Tuluni járás

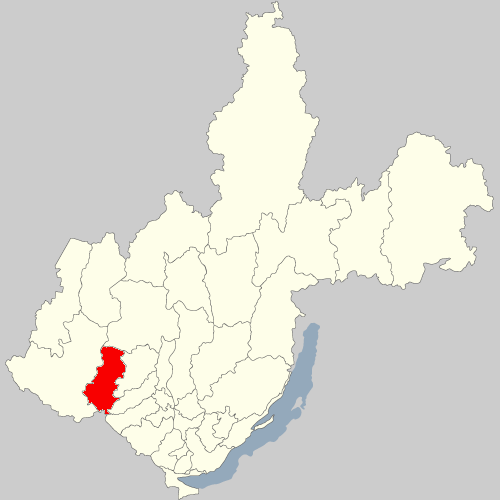
A Tuluni járás az Irkutszki területen

A Tuluni járás (oroszul Тулу́нский райо́н) Oroszország egyik járása az Irkutszki területen. Székhelye Tulun.

## Népesség
- 1989-ben 32 657 lakosa volt.
- 2002-ben 29 495 lakosa volt.
- 2010-ben 27 285 lakosa volt, melyből 26 518 orosz, 120 ukrán, 113 csuvas stb.